# Calasparra
Calasparra est une commune de la région de Murcie en Espagne. Elle est traversée par la Segura et est connue pour la production de riz.

## Présentation
Calasparra est située au Nord Ouest de la région de Murcie, dans une zone montagneuse où l’histoire et la culture se mêlent à la tradition et la nature.
Calasparra bénéficie d’un riche passé, grâce notamment, à une situation géographique privilégiée. Dans une région aride, le territoire de Calasparra est parcouru par quatre cours d’eau, dont le rio Segura qui se jette dans la Méditerranée.
Cette richesse aquatique a facilité l’installation de différentes civilisations tout au long de son histoire. De nombreux vestiges témoignent du passage des Romains, des Musulmans ou encore des Arabes.
Le fleuve constitue surtout une ressource pour les habitants, notamment les agriculteurs locaux, qui bénéficient d’une véritable oasis, au cœur d’une région, où la rareté de l’eau en fait une richesse incommensurable. Ce mariage entre le soleil et l’eau permet la culture d’un riz de qualité, dont la renommée constitue la fierté de toute une région.

### Les Templiers et les Hospitaliers
Calasparra a par ailleurs appartenu aux Templiers et est devenue ensuite une commanderie de l'ordre de Saint-Jean de Jérusalem.

## Le riz de Calasparra
- Riz bomba, appellation d'origine protégée « Calasparra (es) » [3], également produite sur les communes de Moratalla et Hellín[4]

## Sites et monuments
- Restes des remparts, XIIIe – XVIIIe siècles.
- Église Saint-Pierre, XVe – XIXe siècles.

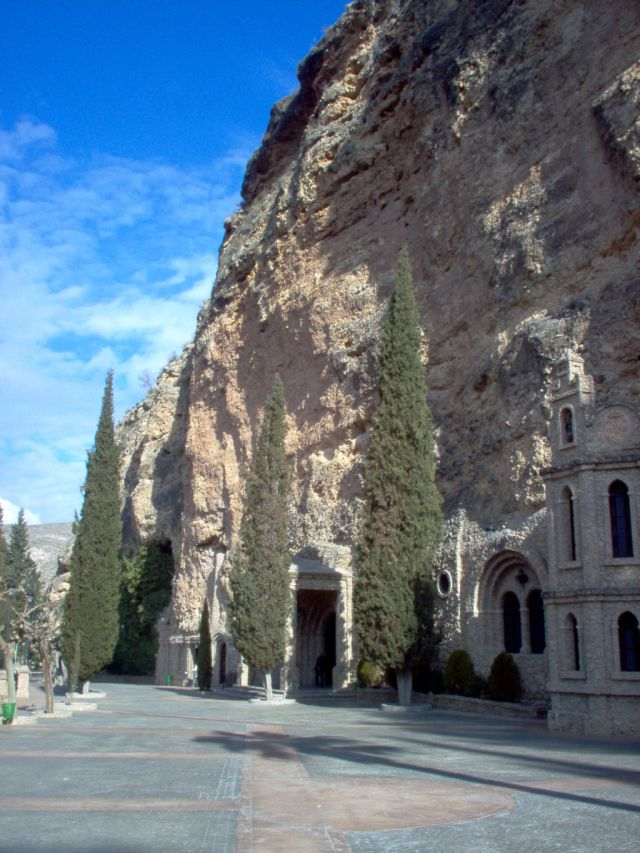
Santuario de la Virgen de la Esperanza

- Sanctuaire de la Vierge d'Espérance, XVIIe – XXe siècles, creusé dans le roc.
- Tour de l'horloge, XVIIIe – XXe siècles.